# جاكوب هيستر
جاكوب هيستر (بالإنجليزية: Jacob Hester)‏ هو لاعب كرة قدم أمريكية أمريكي، ولد في 8 مايو 1985 في شريفبورت في الولايات المتحدة.

## وصلات خارجية
- جاكوب هيستر على موقع مرجع كرة القدم المحترفة.كوم (الإنجليزية)